# Parascolopsis
Parascolopsis – rodzaj ryb z rodziny nitecznikowatych.

## Klasyfikacja
Gatunki zaliczane do tego rodzaju:
- Parascolopsis aspinosa
- Parascolopsis baranesi
- Parascolopsis boesemani
- Parascolopsis capitinis
- Parascolopsis eriomma
- Parascolopsis inermis
- Parascolopsis melanophrys
- Parascolopsis qantasi
- Parascolopsis rufomaculatus
- Parascolopsis tanyactis
- Parascolopsis tosensis
- Parascolopsis townsendi